# Stockholm Jazz Festival
Lo Stockholm Jazz Festival è un festival musicale annuale istituito nel 1980 a Stoccolma, in Svezia, originariamente chiamato Stockholm Jazz and Blues Festival. Una parte del primo festival è stato trasmesso dalla televisione svedese.

## Storia

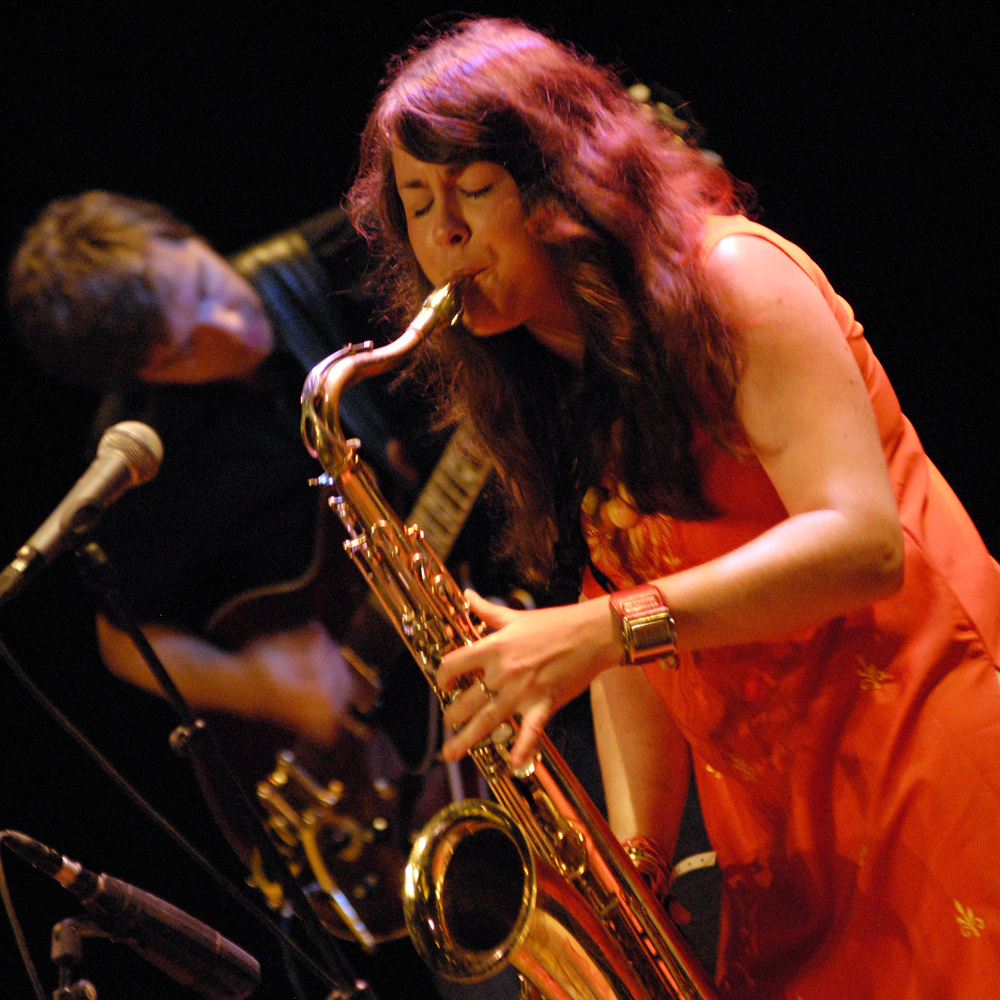
Elin Larsson allo Stoccolma Jazz Festival

Sostenendo di essere uno dei più antichi festival in Svezia, lo Stockholm Jazz Festival ha celebrato il suo 20º anniversario nel 2003, rifiutando di rinunciare alla sua sede principale a Skeppsholmen, che da tempo è considerata l'anima del festival, sullo sfondo del porto di Stoccolma considerato come segno distintivo del festival.

## Artisti
Il festival ha ospitato musicisti svedesi come Arne Domnérus, Monica Zetterlund, Nils Landgren, Peps Persson e Lisa Ekdahl, oltre a Pepper Adams, Count Basie, B.B. King, Stan Getz, Dizzy Gillespie e Miriam Makeba.

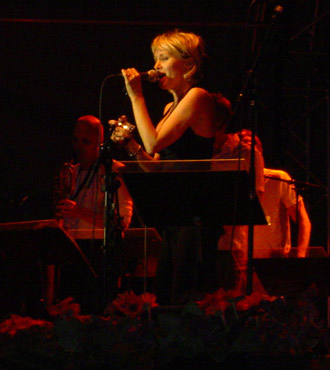
Louise Hoffsten allo Stockholm Jazz Festival nel 2003

Per il festival del 2007, è stato avviato un progetto nazionale chiamato Jazzens år 2007 ("Anno del Jazz 2007").

Il festival si svolge al chiuso dal 2012 e nel 2014 si è esteso a 10 giorni interi con oltre 21.000 presenze.

## Generi musicali
Il festival enfatizza la world music e la musica improvvisata. Nell'ottobre 2016 artisti da tutto il mondo includevano Kristin Amparo, Peter Asplund, Dee Dee Bridgewater, Tony Buck, Avishai Cohen, Fatoumata Diawara, Itamar Doari, Tia Fuller, Steve Gadd, Abdullah Ibrahim, Magnus Lindgren, Hailu Mergia, Roscoe Mitchell, Omri Moealso, Lina Nyberg, Cecilia Persson, Alfredo Rodriguez e Archie Shepp. I locali variavano da piccoli club a sale da concerto.
Le sedi passate hanno vi sono il Glenn Miller Café, la Stockholm Concert Hall, il Fasching, il Skeppsholmen, lo Scandic Anglais, il Kungsträdgården, la Moderna Museet.